# Château de La Mallarée
 (mai 2023).
- Si vous ne connaissez pas le sujet, laissez ce bandeau (vous pouvez alors contacter les auteurs).
- Si vous supprimez le contenu mis en cause (vous pouvez préalablement contacter les auteurs),

argumentez précisément cette suppression dans la page de discussion
(un manque de référence n'est pas un argument ; une recherche réelle de référence doit avoir été effectuée, être formellement documentée).
Le château de La Mallarée est situé sur la commune de Cébazat (France).

## Localisation
Le château est situé sur la commune de Cébazat, à 250 m de l'église, dans le département du Puy-de-Dôme, en  région Auvergne-Rhône-Alpes.

## Description
Le château de La Mallarée possède un logis-donjon de trois niveaux du XIIIe siècle ou du début du XIVe siècle. Il a été intégré dans un corps de bâtiment en équerre qui borde une enceinte quadrangulaire. On pénètre dans celle-ci par une porte-tour pentagonale (plan carré avec un pan coupé) qui a été surmontée en guette au dessus de la rive du toit au XIXe siècle.

## Historique
En 1301, Jean de La Garde, chevalier, fait aveu pour son fief de La Mallarée. La seigneurie reste dans sa famille jusqu'à Jacques de La Garde, mort après 1477, sans postérité. Avant 1525, Gabriel de Langeac, chevalier, seigneur de La Mallarée. Sa sœur Antoinette fait passer le château par mariage à Jacques d'Aubusson, chevalier, seigneur de Banson, dont la famille le garde jusqu'en 1725[réf. souhaitée].